# سیده حمیده زرآبادی
سیده حمیده زرآبادی‌ (زادهٔ ۱۷ تیر ۱۳۵۹ در قزوین) سیاستمدار ایرانی است. وی نماینده مردم قزوین، آبیک و البرز، در دهمین دوره مجلس شورای اسلامی بوده است. او همچنین اولین زن راه‌یافته به مجلس شورای اسلامی در حوزه انتخابیه قزوین، آبیک و البرز است. 

## تحصیلات
وی دارای کارشناسی ارشد رشته مهندسی برق مکاترونیک است.

## زندگی
سیده حمیده زرآبادی در ۱۷ تیر ۱۳۵۹ در شهر قزوین در استان قزوین زاده شد. 
وی دوره تحصیلات ابتدایی را در مدرسه رفیع قزوین گذارند و در سال ۱۳۷۷ شمسی موفق به اخذ دیپلم ریاضی و فیزیک از دبیرستان اقمشه در قزوین شد. وی پس از اتمام دوره تحصیل در رشته مهندس برق-الکترونیک از دانشگاه آزاد اسلامی واحد قزوین به همکاری با دانشگاه علم و صنعت در حوزه فناوری ارتباطات، به خصوص در زمینه‌های مانند سیستم‌های کنترل و پردازش سیگنال‌ها پرداخت.
وی کارشناسی ارشد در رشته مهندسی برق- مکاترونیک در دانشگاه آزاد اسلامی است. وی در حال حاضر دانشجوی دکتری در رشته مهندسی برق-کنترل از دانشگاه آزاد اسلامی واحد تهران مرکز است.

## نماینده قزوین در مجلس دهم
در دهمین دوره انتخابات مجلس شورای اسلامی، سیده حمیده زرآبادی، در لیست ائتلاف فراگیر اصلاح‌طلبان: گام دوم در قزوین حضور داشت و توانست با کسب ۱۰۷٬۳۹۱ رأی، در رتبهٔ دوم قزوین، وارد مجلس دهم شود.

## چهاردهمین دوره انتخابات ریاست‌جمهوری ایران ۱۴۰۳
سیده حمیده زرآبادی در روز دوشنبه ۱۴ خرداد ۱۴۰۳ با حضور در ستاد انتخابات وزارت کشور به‌عنوان دومین زن نامزد انتخابات، در چهاردهمین دوره انتخابات ریاست‌جمهوری ثبت‌نام کرد. او در این انتخابات از سوی شورای نگهبان رد صلاحیت شد و پس از آن به عنوان سخنگو، به ستاد انتخاباتی مسعود پزشکیان پیوست.